# Schistura spiloptera
Schistura spiloptera és una espècie de peix de la família dels balitòrids i de l'ordre dels cipriniformes.

## Morfologia
- Cos allargat i amb 9-13 franges fosques.
- Els mascles poden assolir els 5,2 cm de longitud total.
- Aleta caudal amb 9+8 radis ramificats.
- Aleta pelviana amb 8 radis.
- L'aleta pelviana es troba sota els radis ramificats 1 i 2 de l'aleta dorsal.
- Línia lateral completa.
- L'aleta caudal és lleugerament dentada i de color vermell brillant en vida (de taronja a hialí en els exemplars conservats).
- El peduncle caudal és 1,2-1,4 vegades més llarg que alt.[3][4]

## Alimentació
Menja larves d'insectes, algues i fitoplàncton.

## Distribució geogràfica
És un peix d'aigua dolça, demersal i de clima tropical, el qual es troba a la conca del riu Mekong, incloent-hi el Vietnam.

## Amenaces
La seua principal amenaça és el desenvolupament urbà, ja que provoca la degradació del seu hàbitat per la contaminació i l'extracció d'aigua.

## Observacions
No és capturat amb finalitats comercials, però hom creu que podria tindre possibilitats en el comerç de peixos d'aquari.